# Mayo-tube

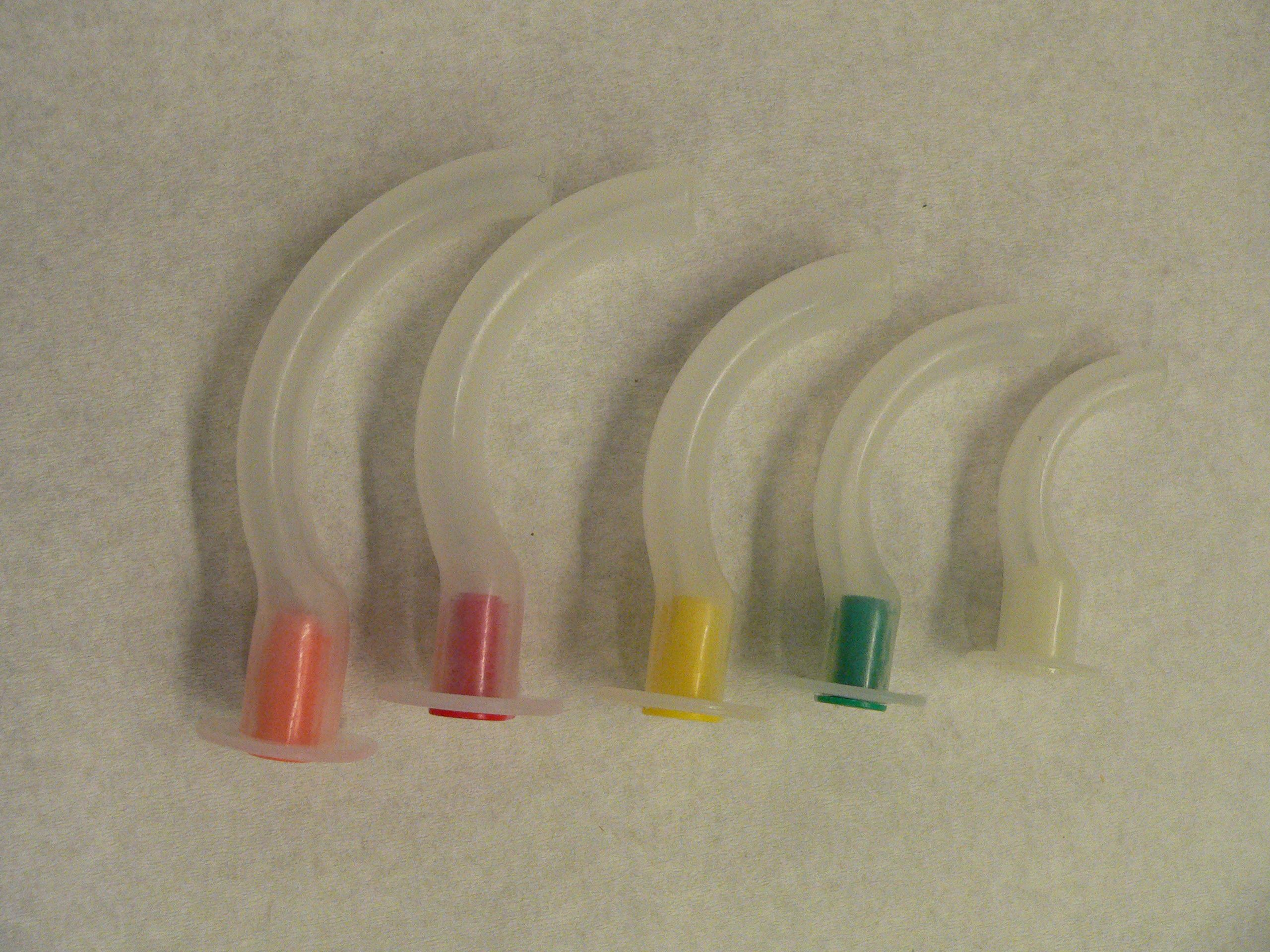
Mayo-tubes in verschillende maten

Een mayo-tube (of guedel-tube, naar de Amerikaanse anesthesist Arthur Ernest Guedel) is een medisch hulpmiddel om de ademweg bij bewusteloze patiënten te verzekeren. Doordat bij bewusteloosheid de spieren kunnen verslappen, kan de tong naar achteren zakken en zo de ademweg belemmeren. De mayo-tube is een gekromd buisje dat dit voorkomt, doordat het vanaf de lippen tot achter de tongbasis reikt. Het kan door getrainde verpleegkundigen, artsen en ambulanciers worden ingebracht. Als een patiënt te veel bij bewustzijn komt, kan hij gaan kokhalzen. In dat geval moet de tube verwijderd worden. De tube beschermt niet tegen verslikken (bloed of andere vloeistof) of tegen afsluiting door zwelling of kramp ter hoogte van de stembanden. Een endotracheale tube reikt dieper, tot in de luchtpijp, maar is moeilijker in te brengen, wat bijgevolg is voorbehouden aan artsen en verpleegkundigen.

## Maatvoering
De tube is er in verschillende grootten. De juiste grootte wordt gekozen aan de hand van de afstand tussen mondhoek en oorlel.